# Neorgyia
Neorgyia este un gen de molii din familia Lymantriinae.